# Laurent Rossi
Pour les articles homonymes, voir Laurent Rossi (automobile) et Rossi.
Laurent Rossi, né à Boulogne-Billancourt le 22 mai 1948 et mort à Paris 17e le 20 août 2015, est un auteur-compositeur-interprète français, fils de Tino Rossi (1907-1983) et de Rosalie Cervetti, dite Lilia Vetti (1923-2003).

## Biographie
En 1958, Laurent Rossi est encore « Poupi », son surnom d'enfant qui a contribué à baptiser le bateau familial Le Tilipou (contraction de Tino, Lilia et Poupi) lorsqu'il enregistre avec son papa la chanson de Marc Lanjean et Jester Hairston Merci Monsieur Noël. Quelques années plus tard, adoubé par Tino Rossi, qui chante quelques-unes de ses mélodies dans l'opérette Le Marchand de soleil (1969) puis Une rose (cosignée avec P. Levant), Laurent Rossi crée, en 1974 avec Claude Morgan, le groupe disco Bimbo Jet qui connaît un succès international en 1975 avec El Bimbo. En 1984, il intervient comme musicien pour le cinéma dans le film Notre histoire de Bertrand Blier et dans d'autres productions. Laurent Rossi s'est ensuite consacré à son activité de producteur au service de la mémoire de Tino Rossi et à la gestion du patrimoine familial,,.
De son mariage avec une kinésithérapeute parisienne originaire de la Haute-Vienne - dont il a divorcé - sont nés deux fils, Constantin et Jean-Baptiste.
Dans la nuit du 19 au 20 août 2015, un infarctus le foudroie dans son appartement parisien proche du parc Monceau. Le 27 août, précédant son inhumation dans l'intimité, aux côtés de ses parents au cimetière marin d'Ajaccio de la route des Sanguinaires, une messe est célébrée en la cathédrale d'Ajaccio en présence d'une foule émue, notamment lorsque s'élève la voix de Tino Rossi chantant l'Ave Maria de Schubert et Tristesse de Chopin. Après un vibrant Dio vi salvi Regina (l'hymne corse) a cappella, le cercueil, notamment porté par ses deux fils, Constantin, 26 ans, et Jean-Baptiste, 23 ans, quitte l'édifice, sous les applaudissements.

### Famille
Sa demi-sœur Pierrette Rossi (1927-2011), née du précoce et premier des trois mariages de son père (avec la violoniste Annie Marlan), fut, à la charnière des années 1940-1950, comédienne dans la joyeuse troupe de Robert Dhéry et Colette Brosset Les Branquignols.

## Discographie

### 45 tours seul
- 1968 : À chaque neige (également Une voix m'appelle, Cendrillon n'est pas venue, et Cet homme)
- 1971 : Wild World  (Face B : Juste avant l'amour)
- 1972 : Comme tout le monde (Face B : Je te tiendrai la main)
- 1973 : Quelqu'un qui t'aime (Face B : Tout ce que j'aime)
- 1974 : Jolie Baby Blue (Face B : Avec ou sans toi)
- 1974 : Notre histoire (Face B : Quelle idée folle)
- 1975 : Chagrin d'amour (Face B : Petite Woman)
- 1976 : Ne pleure pas Lucie (Face B : Mandoline)
- 1978 : L'amour est dans l'air (reprise de Love Is in the Air (en))
- 1978 : Teenager
- 1980 : Noël avec toi - (Face B: Si belle)
- 1980 : Le soleil et l'amour (Face B : Calypso Bar)
- 1986 : Je pense à toi

### 45 tours en duo avec son père
- 1976 : Chantons la même chanson[7]
- 1978 : Forza Bastia, forza Corsica (Face B : Forza Bastia, forza Corsica (instrumental))
- 1979 : Papa, dis-le moi !
- 1981 : Soufflez les bougies (chanson de Charles Trenet)

## Publications
- Tino Rossi, mon père, éd. Flammarion, 1993  (ISBN 978-2080668301)
- Laurent Rossi et Anne-Sophie Simonet, Tino - L'Étoile éternelle (préface de Jacqueline Pagnol), éd. Nice-Matin (supplément de 32 pages), 25 septembre 2013.